# Pergine Valsugana
Pergine Valsugana település Olaszországban, Trento megyében. Lakosainak száma 21 572 fő (2023. január 1.). Pergine Valsugana Bosentino, Caldonazzo, Frassilongo, Levico Terme, Sant’Orsola Terme, Tenna, Trento, Altopiano della Vigolana, Baselga di Piné, Calceranica al Lago, Fornace, Novaledo, Vignola-Falesina és Civezzano községekkel határos.

## Népesség
A település népességének változása:
| Lakosok száma | 21 363 | 21 384 | 21 572 |
|               | 2017   | 2018   | 2023   |